# Jarosław (comune rurale)
Jarosław è un comune rurale polacco del distretto di Jarosław, nel voivodato della Precarpazia.
Ricopre una superficie di 114,05 km² e nel 2004 contava 12 669 abitanti.
Il capoluogo è Jarosław, che non fa parte del territorio ma costituisce un comune a sé.